# Кохын
Кохы́н (кор. 고흥군?, 高興郡?, Goheung-gun, Кохынгун) — уезд в провинции Чолла-Намдо, Республика Корея.

## Туризм и достопримечательности
В уезде, на острове Венародо находится первый в Корее космодром - космический центр Наро.

## Города-побратимы
Кохын является городом-побратимом следующих городов:
- Кымчхон, Республика Корея
- Чханвон, Республика Корея

## События
В ноябре 2016 года Кохын стал местом проведения XII Азиатско-Тихоокеанской астрономической олимпиады.